# Aire urbaine de Blois
L'aire urbaine de Blois est une aire urbaine française centrée sur l'unité urbaine de Blois. Composée de 75 communes, elle comptait 127 053 habitants en 2012.

## Caractéristiques en 1999
D'après la définition qu'en donne l'INSEE, l'aire urbaine de Blois est composée de 64 communes, situées en Loir-et-Cher. Ses 116 544 habitants font d'elle la 66e aire urbaine de France.
6 communes de l'aire urbaine sont des pôles urbains.
Le tableau suivant détaille la répartition de l'aire urbaine sur le département (les pourcentages s'entendent en proportion du département) :
| Département  | Communes | Communes (%) | Superficie (km²) | Superficie (%) | Population (1999) | Population (%) |
| ------------ | -------- | ------------ | ---------------- | -------------- | ----------------- | -------------- |
| Loir-et-Cher | 64       | 22,0         | 1 044,47         | 16,5           | 116 544           | 37,0           |